# Marzy
Marzy é uma comuna francesa na região administrativa de Borgonha-Franco-Condado, no departamento Nièvre. Estende-se por uma área de 24,45 km². Em 2010 a comuna tinha 3 904 habitantes (densidade: 159,7 hab./km²).